# とろサーモン (お笑いコンビ)
とろサーモンは、吉本興業所属のお笑いコンビ。2002年結成。宮崎県宮崎市出身。M-1グランプリ2017王者。

## メンバー
久保田 かずのぶ（くぼた かずのぶ、1979年〈昭和54年〉9月29日 - ）（45歳）
ボケ・ネタ作り担当。
旧芸名および本名、久保田 和靖（読み同じ）。身長175 cm、血液型O型。眼鏡をかけた小太り。
宮崎県宮崎市（旧清武町）出身、宮崎市立清武中学校・宮崎日本大学高等学校卒業。黒木啓司（元EXILE）とは中学時代の同級生で、芸能界に入って再会してからはよく飲みに行く仲。高校時代の同級生と結婚し、後に離婚。
4人兄弟で姉と双子の弟がいる。
幼少期はあまり身体が丈夫でなく、小学校の少年野球団では肩が弱かったことからファーストを守っていたが、当時からファーストミットより顔が大きかった。
中高6年間、ソフトテニス部に在籍。高校3年時にはインターハイに出場。『NEWS RAP JAPAN』（AbemaTV）にてインターハイのベスト8まで行ったと話していたが、番組の調査によりこの発言は虚偽で実際はベスト64止まりだったことが発覚した。
NSC大阪校22期出身。当初は村田とともに21期を受験したが、久保田のみが不合格となり、1年間働きながら浪人している。
吉本ブサイクランキングでは2007年に第5位、2008年に第4位となる。
事務所の先輩であるケンドーコバヤシは「芸人としては100点、人間としては0点」と評している。
極度の高所恐怖症。番組の企画でバンジージャンプを飛ぶ羽目になって顔面蒼白と化し、最終的には先輩の大地洋輔（ダイノジ）へ土下座で頼み込んで代わってもらった。
有田哲平（くりぃむしちゅー）と容姿が似ているため、『くりぃむナンチャラ』（テレビ朝日）では不定期でそっくりさん企画が行なわれていた。
『日経エンタテインメント!』2020年9月号掲載のアンケート「嫌いな芸人ランキング」では初となる1位にランクイン。
MCサーモン名義でラッパーとしても活動している。
頭の回転が早く、出されたお題に対して瞬時に討論できるディベート能力が高い。ひろゆきをライバル視しているものの、『マッドマックスTV』などでは毎回論破される。
元々2019年のクリスマスにシーズン8として配信される予定であった、『ドキュメンタリーオブドキュメンタル アマゾン怒りのお蔵入り! 幻のシーズン&誰が悪かったのか!?緊急討論会』にて優勝するも「収録された映像を視聴したAmazonのお偉いさんが『下品にも程がある』と判断した」という理由により、一度お蔵入りにされ賞金も没収されてしまう。その後ドキュメンタル9で再度優勝し、キャリーオーバーとなっていた賞金2000万円を獲得できた。この優勝賞金を使い、2021年7月より自腹でチバテレビの枠を購入して『とろサーモン久保田、テレビ局の枠を買う。』を放送開始するが、制作費などが当初の想定以上にかさみ、1クール予定のところがわずか4回で打ち切りとなった。
オール巨人の著書『漫才論 僕が出会った素晴らしき芸人たち』（ヨシモトブックス）の記述「実際にはとろサーモンが王者になった二〇一七年は、僕は和牛が優勝だったと思っています。だから最終決戦で、和牛に投票しました」などを取り上げてオール巨人について「前まで好きだったんですけど、嫌いになりましたね」「今また言うことかなって」などと苦言を呈した。その後、審査員としてオール巨人と共演した際に謝罪され、和解。なお、上沼恵美子への暴言が問題となった際にはオール巨人が仲介し、上沼と和解。
2025年5月1日(地元宮崎では6月2日)放送の『アメトーーク!』の「こんなにいたぞ！宮崎出身芸人」では東京のチキン南蛮について「チキン南蛮じゃない」、「チキン南蛮風はチキン南蛮じゃないからね」とかなり怒っていた。

村田 秀亮（むらた ひであき、1979年〈昭和54年〉12月3日 - ）（45歳）
ツッコミ担当。
身長178 cm、血液型AB型。
宮崎県宮崎市出身、宮崎日本大学高等学校卒業。8歳の頃に徳島県板野郡北島町へ移り、北島北小学校から北島中学校に進学。14歳の頃に地元の宮崎へ戻る。
男3兄弟の三男。
NSC大阪校21期出身。元カプセルマガジン生き残り隊(4人組)。NSC時代に吉本興業が経営するパチンコ店でアルバイトをしていた。
吉本男前ランキングでは2007年に第13位、2008年に第14位にランクイン。
実父は元々陳建民（陳建一の父）の五番弟子であり、陳建民の店「四川飯店」に勤務。若かりし頃は料理番組にも出演していたが、紆余曲折あって宮崎の山奥で木こりをやっている。父を誰よりも尊敬しているという。
2017年にM-1で決勝まで行けなければ芸人を引退して地元へ帰り、父の仕事を継ぐつもりであったことを明かしている。
『あらびき団』（TBSテレビ）出演時は、他人のマジックや演舞などの芸にナレーションを加え、MCの東野幸治と藤井隆からツッコまれるところまでが恒例のネタとなっていた。その独特のナレーションを生かしてSEGAの恐竜キングのCMの声を担当。その後もナレーションの仕事を多く担当しており、自宅にナレーション用のキットがある。
2022年1月11日、SNSのDMを通じて知り合った広告代理店に勤める一般女性と入籍。

## エピソード
- 久保田と村田は高校卒業後に2人でNSCに入校しようと約束していたが、試験中に久保田が他の受験者の質問時にも返答するなどして不合格となり、村田だけが合格。翌年に久保田も1年遅れで合格した[1]。
- コンビの結成、解散を繰り返していた久保田が、村田に手紙を送りコンビを組むことになった。手紙は「俺と夢を見ないか」で始まり、「自由って一体何だ？」「お前のツッコミと俺の計算された細かい天才的なボケ」などと書かれた熱いものであった。手紙の最後には「返事は5日の晩7時にいつものうどん屋で」と締めくくられていた[1]。後に村田はこれを「人生最大のミスであり、ここからすべてが始まった」と語っている。
- コンビ名は、結成当時村田がアルバイト勤務していた居酒屋の人気メニューがとろサーモンの刺身であったことに由来する。「とろサーモン」以前には適当につけた「バイク」というコンビ名で活動していた。
- 関西の賞レースを総ナメ（2006年 オールザッツ漫才 優勝、2007年 笑いの超新星 最優秀新人賞、2008年 NHK上方漫才コンテスト 最優秀賞など）し、東京進出を目前とした時期に久保田が当時交際していた女性と別れたくないという理由で東京進出を見送る。その後、仕事が激減した2010年に東京へ活動拠点を移した[16]。
- 『M-1グランプリ』では初出場の2003年からほぼ毎年準決勝まで勝ち進んでおり、ラストイヤーとなった2017年大会（第13回）で決勝に初進出。決勝ではファーストラウンドで審査員7名中6名から90点以上を獲得し、最終的に3位通過で最終決戦に進出。最終決戦では1番目にネタを披露し、審査員7人中4票を集めて優勝。ファーストラウンドを3位で通過して優勝したコンビはとろサーモンが史上初であり、最終決戦のネタ順が1番目のコンビが優勝したのは2004年大会のアンタッチャブル以来史上3組目であった。ラストイヤーでの優勝は2010年大会（第10回）の笑い飯以来、3大会ぶり5組目となった。
- M-1優勝から28日後、『NHK紅白歌合戦』に応援（天童よしみの歌唱中）ゲストとして出演した[17]。
- コントを披露していた時期もあり、『キングオブコント』では2008年大会で準決勝に進出した[18]。
- 2018年4月28日、宮崎県のアンテナショップである「新宿みやざき館KONNE」のリニューアルオープンに際して、とろサーモンが縁側でお茶を飲んでいる様子を模した銅像「ひなたの縁側像」が製作され、期間限定として「新宿みやざき館KONNE」の入り口に展示された。銅像は宮崎県のスローガン「日本のひなた宮崎県」として、人を出迎える家の縁側のような温かみのある宮崎らしさを表現している。製作の背景として、とろサーモンが『M-1グランプリ2017』の優勝会見にて賞金の使い道について「（宮崎空港のベンチに温水洋一の銅像が設置されていることから）温水さんを挟んでとろサーモンの銅像を置きたい」と話していたことから実現した[19]。その後、10月2日に故郷・宮崎市へ移設され、「みやざき物産館KONNE」の入り口に展示された[20]。銅像は吉本との契約上の理由により2018年末まで期間限定の展示だったが、2018年のM-1決勝後のネット動画配信において久保田、武智（スーパーマラドーナ）が上沼恵美子に対する批判や暴言を繰り返した騒動が発端となり、2週間前倒しで撤去された[21]。
- 2021年7月に前述の自腹で枠を購入して始められた番組内で、番組のマスコットキャラクターとして「ヨーコ」と名付けられた一羽の白いブンチョウを購入する。名前の由来は熊田曜子であり、久保田曰く愛してほしいしこちらも愛するからという思いが込められているという。ただしメスではなくオスであることが後に判明し、村田は「ヨーコー」と具志堅用高のように呼んでいる。久保田からほぼ押し付けられる形で村田が飼うことになるが手にのせたりキスをする等懐かれており村田自身も溺愛している。その後、ブンチョウと楽しげに戯れる村田に嫉妬した久保田もシルバーのブンチョウを購入して飼い始めるが全く懐かれておらず困惑している。
- 二人共宮崎日大高校出身だが2025年5月1日(地元宮崎では6月2日)放送の『アメトーーク!』の「こんなにいたぞ！宮崎出身芸人」で共演したずんのやす、永野が高校の先輩でスタジオの8人中半数の4人の宮崎出身芸人が宮崎日大高校出身者と言う事態になった。

## 芸風
結成当初から漫才とコントの両方を演じていたが、漫才を中心としている。2人とも宮崎県出身だが東京進出以前は大阪で活動していたため、大阪弁を用いている。以下は代表的なネタ。

### 漫才
スカシ漫才
- 村田がどんどん1人で自分の話を進めていき、そこへ久保田が会話に入ろうとしたりボケを挟んだりするも終始まともに相手にされない（しっかりツッコまれず軽く流される、挙句の果てに無視されるなど）形で進行する（村田が久保田を「スカす」）漫才。基本的には最後まで久保田が村田から相手にされないまま終わることが多いものの、途中から村田のぞんざいな態度に久保田が激怒しつつ一気に捲し立てる（この時、村田は黙って久保田の話を聞いている）パターンも存在する。オチは「（親に）謝らないかんなと思いますね」などと村田が言った後に久保田が「俺は、お前に謝ってほしいわ」と告げて村田が「もうええわ」とシメることが多い（この後に久保田が手を上げて「終わりません」と言って終わらず少し引っ張るパターンも存在する）。
- 2004年頃から多く行われ、このネタで数々の賞を受賞したりメディア出演の増加に伴い知名度も向上するなど、一時期はとろサーモンの代名詞と言えるネタになっていた。これが注目されて2005年2月19日放送『めちゃ×2イケてるッ!』内の人気コーナー「笑わず嫌い王決定戦」にも出演。当時まだ全国的に無名でありながら笑いを獲っていた。M-1では2004年・2005年大会の敗者復活戦にてこのネタを披露している。
- 上記のようにコンビの知名度を飛躍的に上げたネタであったが、現在ではごく普通の漫才に徹しておりこのネタは封印状態にある。その理由として2人は「あれ（スカシ漫才）はテレビに出たいがためにやってました。けど、今度はそればっかりでオファーが来て。やりたくないから断ってたら、仕事がなくなりました（久保田）」「ほんまはああいう関係性（村田が久保田を無視する）ではないから、苦しめられました。番組に呼ばれると久保田は意外と喋るし、俺も無視せんしっていうので違うやんってなって。今のほうが自然にやってます（村田）」 などと語っており、当時は不本意ながら「スカシ漫才」をやっていた旨を明かしている。

ボイスパーカッション&スクラッチ
- 2006年頃からやり始めたネタ。序盤で村田が自身の特技であるボイスパーカッションを披露する。その後に久保田がそれに合わせて自身の特技だと言い張るスクラッチを挟もうとするも、変な歌だったり言葉だったりして村田にツッコまれるというネタ。当時は上記の「スカシ漫才」に変わってこのネタがバラエティ番組や賞レースの予選などで多く演じられた。『爆笑オンエアバトル』では2006年10月20日放送回へ出場した際にこのネタを披露し、自己最高KB（485KB）を叩き出している。また、M-1では2006年・2009年大会の敗者復活戦でこのネタを披露しており、その内2006年大会では2位に終わり決勝進出は叶わなかった。一時期は「スカシ漫才」と並んでとろサーモンの代表作とされるネタだったが、こちらも2017年現在はあまり行われていない。

万引きGメン
- 村田が万引きGメンをやりたいと言い出してGメン役に扮するものの、独特な万引き犯を演じる久保田に翻弄される。途中で立場を交代して今度は久保田がGメンを演じるも、やはり真面目にやらず村田が同様に翻弄されていくネタ。M-1では2007年・2010年大会の敗者復活戦でこのネタを披露しており、その内2007年大会では2位に終わり決勝進出は叶わなかった。2人はこのネタを余程気に入っているのか2017年時点で約10年程前からこのネタをやり続けており、バラエティ番組などで披露する機会も一番多い。M-1優勝後に出演した2017年12月17日放送の『Cygames THE MANZAI 2017 プレミアマスターズ』においてもこのネタを披露していた。また、2017年12月9日放送回の『嵐にしやがれ』ではM-1グランプリ2017の決勝で披露するか最後まで迷っていたネタとしてこの「万引きGメン」ネタを挙げていた。長く演じているネタだけあって基本的な流れは同じであるものの、やる度に要所要所変更されている部分も出てきている。

石焼き芋屋（芋神様）
- 村田が石焼き芋屋さんをやりたいと言い出し、途中で久保田も乗っかりやってみるものの話が徐々に脱線していき、最終的には久保田が「芋神様」と呼ばれる神を崇拝する教祖と信者を演じるようになるというネタ。M-1グランプリ2015では敗者復活戦でこのネタを披露するもトレンディエンジェルに敗れまたもや2位に終わり、みたびあと一歩の所で決勝進出を逃した。その後は2017年大会の最終決戦でこのネタを披露して優勝、2年前の雪辱を果たす形となった。

ツカミ・ボケ
漫才においては独特なツカミやボケを披露することが多々ある。以下はその例。
- 村田が冒頭で「どうもこんにちは、とろサーモンです!」と自己紹介した後、久保田が投げやりに「こちらこそ!」「僕もそうです」「果たしてそうでしょうか?」などと返す。
- 村田が序盤で「道を歩いていたら前からおじさんが歩いてきて、肩がぶつかったのに謝りもしなかったので腹が立った」という話をして、それを聞いた久保田が「そんなの流れに身を任せればいい」などと対処法を教えるが、おかしなものばかりで村田にツッコまれる。
- 久保田が話の途中で、その話に関連する実際にありそうな格言や俳句を熱く語る（もちろん実際には存在しない）も最後に「はっ!?」と言ってしまい、村田に「こっちのセリフや!」とツッコまれる。
- 村田が「もうええわ」とシメた直後にそれを遮って久保田が一言叫び、無理やり漫才を続けようとして村田にツッコまれる。しかし最後は久保田が急に「ありがとうございましたっ!」と叫んで唐突に終わることが多い。なお、この一言には様々なバリエーションがある。以下がその例。
  - 「続行!」「継続!」
  - 「えっ? フォーエバー?」
  - 「（左手をぐるぐる回して）まだまだ行くよ～!」「2階席聞こえる～? まだ言ってま～す!」
  - 「リバース!」「スカッシュ!」

### その他
- 現在は漫才専門としているためコントはあまりやらないが、結成当初はコントを主に披露していた。『爆笑オンエアバトル』ではむしろ漫才よりコントでの挑戦の方が多かった（第8回チャンピオン大会に出場した際もコントを演じていた）。漫才同様にコントも独特なネタが多く、ネタによっては舞台上にほぼ村田しか登場せず、久保田は声のみの出演でオチでは少しだけ舞台に登場してオチるネタも存在する。他にも「日本語学校（上記のチャンピオン大会でもこのネタを披露）」のような不条理なコントも存在する。
- 2人とも芸達者なため、コンビでマニアックなものまねをやることも多い。以下がそのレパートリー。
  - おさわりDJ（久保田のみ）- 下積み時代に久保田が実際に行っていたバイトで披露していたマイクパフォーマンス芸。
  - アダルトなお店のキャッチセールス - 久保田がアダルトなお店の店員役として、通行人役の村田を強引に勧誘して何とか店へと入れようとするコント。村田は何度誘われても断るが、最終的には久保田に耳打ちされて結局店の中に入ってしまうというのが大まかな流れである。
  - マンションヘルスの受付
  - 外国人の話のオチのつけ方
  - 民家にいたずらをするジャンキーな子ども
  - 密室にいる女性に無言電話がかかってきてホラー映画になる流れ
- 現在はやっていないが、過去に行なっていたギャグに以下のものがある。
  - 久保田が意味不明な内容の歌を唐突に歌い出す。以下がその例。
    - カセットテープを食べ～る～、食べ～る～♪（西武ライオンズ時代の秋山幸二の応援歌の替え歌）
    - カセットテープは食べれません、木工ボンドは食べれます。
    - 眼鏡を取ったらモテ～る～、モテ～る～♪
    - かさぶた質屋で2万円～、（少し）高いね～♪

  - 久保田の突き出た腹を活かして、2人で餅つきのような動作を行う。

## 賞レース成績・受賞歴など

### M-1グランプリ
| 年     | 結果         | エントリーNo. | 決勝戦キャッチコピー | 備考                                     |
| ------ | ------------ | ------------- | -------------------- | ---------------------------------------- |
| 2003年 | 準決勝敗退   | 30            |                      |                                          |
| 2004年 | 準決勝敗退   | 2595          |                      |                                          |
| 2005年 | 準決勝敗退   | 3355          |                      |                                          |
| 2006年 | 準決勝敗退   | 3901          |                      | 敗者復活戦2位                            |
| 2007年 | 準決勝敗退   | 4217          |                      | 敗者復活戦2位                            |
| 2008年 | 準決勝敗退   | 4463          |                      |                                          |
| 2009年 | 準決勝敗退   | 4599          |                      |                                          |
| 2010年 | 準々決勝敗退 | 4815          |                      | 予選25位                                 |
| 2015年 | 準決勝敗退   | 753           |                      | 予選17位、敗者復活戦2位                  |
| 2016年 | 準決勝敗退   | 1731          |                      | 予選22位、敗者復活戦4位                  |
| 2017年 | 優勝         | 2465          | ついにキターーー！！ | ラストイヤー、ファーストラウンド 3位通過 |

### その他
- 2006年 第27回ABCお笑い新人グランプリ 最優秀新人賞
- 2006年 爆笑オンエアバトル 第8回チャンピオン大会 セミファイナル敗退
- 2007年 第3回BGO上方笑演芸大賞 技能賞（村田）
- 2007年 笑いの超新星 最優秀新人賞
- 2008年 第38回NHK上方漫才コンテスト 最優秀賞
- 2008年 キングオブコント 準決勝敗退
- 2009年 第5回BGO上方笑演芸大賞 ナイスボイス賞（村田）
- 2018年 第18回ビートたけしのエンターテインメント賞・日本芸能賞
- 2019年 第19回ビートたけしのエンターテインメント賞・SNS炎上賞（久保田）[28]
- 2021年 歌ネタ王決定戦2021 FINAL 準決勝敗退（久保田）[29]

## 出演

### テレビバラエティ

#### レギュラー番組
現在
- 中川家&コント（BSフジ、2017年10月1日、2018年3月17日（単発）、2019年1月 - ） - レギュラー出演、第22回より村田のみナレーション出演
- とろサーモン村田とソラシド本坊のアウトドア日和（2022年5月14日- 、仙台放送） -（村田のみレギュラー出演）
- THE突破ファイル（日本テレビ） - 村田のみ「突破レスキュー」の再現VTRに出演
- やすとものいたって真剣です（ABCテレビ） - 不定期出演
- ロンドンハーツ（テレビ朝日、2019年6月4日 - ） - 久保田のみ不定期出演
- 全力!脱力タイムズ（フジテレビ、2018年2月19日 - ） - 久保田のみ不定期出演
- ヒロシのひとりキャンプのすすめ（熊本朝日放送） - 村田のみ不定期出演
- ガッツ100%テレビ 〜笑いと愛が企業を救う〜（BSよしもと、2022年7月30日 - ） -（村田のみ準レギュラーMC）
- 耳の穴かっぽじって聞け!（2024年4月2日 - 、テレビ朝日） - 久保田のみMCとしてレギュラー出演
- ジャイキリダイアン（テレビ朝日、2025年4月1日 - ）- 村田のみナレーションで出演

過去
- パオパオ・アイドルGAMEバトル → パオパオ アソビ★クリエイターズ（BS日テレ、2006年4月2日 - 2007年3月25日）
- 吉本☆ぐいピコ!（KBS京都、2007年9月5日 - 2008年3月26日）
- あらびき団（TBSテレビ）- 村田・久保田両人ともパフォーマーではなく、大道芸人のナレーションとして出演していた。
- フカボリン（テレビ東京、2012年10月6日 - 2013年3月30日） - ナレーション（村田）
- ガッチャンコバラエティ ラップ旅（北海道放送、2016年8月13日 - 8月27日） - 久保田のみ出演。
- 雨上がりの「Aさんの話」〜事情通に聞きました!〜（ABCテレビ） - プレゼンター
- NEWS RAP JAPAN（AbemaTV、2017年2月5日-2019年3月27日）- 久保田のみ、MCサーモン名義でラポーターとして出演。
- バクモン学園～鬼教師・太田と委員長・田中と30人の芸人物語～（テレビ朝日）- 不定期出演
- くりぃむナンチャラ（テレビ朝日）- 久保田のみ不定期出演
- あるあるセブン（宮崎放送） - リポーターとして出演
- フリースタイルティーチャー（テレビ朝日）- 久保田のみスチューデントとしてレギュラー出演
- にゅーくりぃむ（テレビ朝日）- 久保田のみ不定期出演
- マッドマックスTV（テレビ朝日）- 久保田のみパネラーとして準レギュラー
- とろサーモン久保田、テレビ局の枠を買う。（チバテレビ、2021年7月7日 - 28日） - 久保田がチバテレビの放送枠を購入して出演
- 競輪LIVE!チャリロトよしもと（2022年3月22日 - 6月28日、BSよしもと）- 火曜レギュラー出演
- オフガレージ 〜最高! オーマイライフ〜（BSフジ） - 村田のみレギュラー出演
- 脇役食材のバズレシピ（2023年4月8日 - 6月24日、ABCテレビ）- 村田のみレギュラー出演

- だれかtoなかい（フジテレビ、2023年4月30日 - ）- 村田のみナレーションで出演
- 千鳥のクセがスゴいネタGP（フジテレビ） - 不定期出演[34]

#### 特別番組
＊MCもしくはメインキャスト
- 鬼ブリ!とろサーモン（ABCテレビ、2006年）
- とろサーモンの苦節人生の大解剖!!愛をこめてやって報われた人に花束を!!大げざだけど受け取ってSP（読売テレビ、2018年3月3日）
- 芸人人生 泥に咲く花 ～M-1王者とろサーモン物語～（ABCテレビ、2018年5月28日）
- とろサーモンのクズメンタリー（九州朝日放送、2022年3月4日 - ）[35]

### ウェブテレビ
- HITOSHI MATSUMOTO presents ドキュメンタル（2016年 - 2021年、Amazonプライム・ビデオ） - シーズン1、シーズン9、シーズン10出演（久保田のみ）
- HITOSHI MATSUMOTO presents ドキュメンタル Documentary of Documental（2017年 - 2020年、Amazonプライム・ビデオ）- シーズン1、シーズン2出演（久保田のみ）
- SMASH HIT（2017年10月9日、2018年2月15日 - 6月21日、AbemaTV SPECIAL 2） - MC[36]
- とろサーモン村田とソラシド本坊のアウトドア日和（2020年 - 、ゼロxラボチャンネルYouTube番組） -（村田のみレギュラー出演）
- 街録ch〜あなたの人生、教えて下さい〜（2021年、YouTube番組）久保田のみ
- 笑イザップ（2018年 - 2024年、大阪チャンネル(FANYチャンネル)）(村田のみMC、ナレーションとしてレギュラー出演)
- THE10ミニッツ!（FANY Online Ticket）（久保田のみ）
  - THE10ミニッツ!〜今しか見られない極上10分ネタSP〜（2022年3月11日）- 生質問リポーター[37]
  - THE 10ミニッツ!NEXT（2022年7月29日）- コーナー「10ミニッツ パトロール」プレゼンツ[38]
  - THE 10ミニッツ!〜渾身の10分ネタ祭り、再び!（2022年11月11日）- サポーター[39]
- ロンドンハーツ 究極恋愛シミュレーション ラブマゲドン 全3回（2023年9月12日 - 26日、TELASA）久保田のみ[40]
- ウソカマジカ（2024年1月23日 - 2月27日、Lemino）久保田のみ
- かまいたちの笑賭け (2024年1月26日 - 2月23日、ABEMA）久保田のみ[41]
- 罵倒村（2025年5月13日、Netflix）- 久保田のみ[42]

### ラジオ
- 範田紗々・とろサーモンのGO!GO!桃色工務店（ラジオ大阪、2009年4月2日終了）
- とろサーモン・SODの桃色製作所（ラジオ大阪、2009年4月10日 - 2010年4月2日）
- とろサーモンの冠ラジオ枠買ってもらった（Shibuya Cross-FM、2021年10月5日 - )

### テレビドラマ
- 弁護士のくず（TBS、2006年4月13日・20日）- キャバクラの店員（久保田）とボーイ（村田）の役で一瞬だけ出演。
- アキハバラ@DEEP 第2話（TBS、2006年6月26日）- キャットファイトの審判（久保田）
- IQ246（TBS、2016年1月23日）- 自殺サイトの管理人 役（村田）
- 増山超能力師事務所 第3話（読売テレビ・日本テレビ、2017年1月19日） - 出会い系カフェの店員 役（久保田）[43]
- 増山超能力師事務所 第4話（読売テレビ・日本テレビ、2017年1月26日） - 大倉和斗 役（村田）
- 僕たちがやりました 第3話（フジテレビ、2017年8月1日） - キャバクラのボーイ 役（久保田）[44]
- 男の操（NHK BSプレミアム、2017年11月26日） - （村田）
- 居酒屋ぼったくり （2018年4月 - 6月、BS12 トゥエルビ）- ヒロシ 役（村田）
- あまんじゃく（2018年9月24日、テレビ東京） - 野田宏正 役（村田）
- 家政夫のミタゾノ 最終回（8話）（2020年7月24日、テレビ朝日）- ジェームス神山 役（村田）
- 警視庁ゼロ係〜生活安全課なんでも相談室〜　第5シリーズ（2021年） ‐ 中澤達也 役（久保田）
- ケイ×ヤク-あぶない相棒- (4話)(2022年2月3日、 読売テレビ・ 日本テレビ  - 定岡 役（村田）
- ひまわりっ 〜宮崎レジェンド2〜（2022年5月16日 - 2022年5月27日（最終回）、テレビ宮崎） - 久保田かずのぶ（本人）役（久保田）[45][46]
- テッパチ!（フジテレビ、2022年9月7日） - Mr.クボタ 役（久保田）
- 夕暮れに、手をつなぐ（TBS、2023年1月17日） - ウェイター 役（久保田）[47]
- ペンディングトレイン-8時23分、明日 君と（TBS、2023年4月21日 - 6月23日） - 小森創 役（村田）[48][49]
- 弁護士ソドム 第2話（テレビ東京、2023年5月5日） - 木崎 役（久保田）[50]
- 好感度上昇サプリ（テレビ東京、2023年5月8日 - 2023年5月28日（最終回）） - NORI 役（久保田）[51][52][53]
- 厨房のありす 第4話（日本テレビ、2024年2月11日） - 消防隊員 役（村田）[54]
- あなたの恋人、強奪します。 第7話・第8話（2024年5月26日・6月2日、朝日放送テレビ） - 古宮 役（村田）[55]

### Webドラマ
- 火花（2016年、Netflix） - 大林和也 役（村田）[56]
- プラージュ （2017年、WOWOWオンライン）-富樫カツミ 役（村田）

### 映画
- ウミスズめし（2013年公開）- 金丸タクマ 役（久保田）、金丸アズマ 役（村田）
- あさひるばん（2013年11月29日公開、村田のみ）
- 日活ロマンポルノ・リブート・プロジェクト「牝猫たち」（2017年1月14日公開、白石和彌監督）- お笑い芸人・谷口 役[57]（村田）(2018年ブルーリボン賞新人賞ノミネート)[58]、お笑い芸人・青木 役[59]（久保田）
- 耳を腐らせるほどの愛（2019年6月14日公開 ※第10回沖縄国際映画祭に出品） - 出口誠二 役（村田）
- 99.9-刑事専門弁護士-THE MOVIE（2021年12月30日公開） - 三田仁 役（村田）[60]
- MIRRORLIAR FILMS Season3「そこにいようとおもう」（2022年5月6日）-（村田）
- 近江商人、走る!（2022年12月30日）- 喜平（村田）
- 逃走中 THE MOVIE:TOKYO MISSION（2024年7月19日） - （久保田）[61]
- アンジーのBARで逢いましょう（2025年4月4日公開） - 村田[62]
- 宝島（2025年9月19日公開予定） - 辺土名 役（村田）[63]

### 舞台
- 裏切りの街（2022年3月12日 - 27日、新国立劇場 中劇場 / 2022年3月31日 - 4月3日、COOL JAPAN PARK OSAKA WWホール 仕切り直し上演） -  橋本浩二 役 ※村田のみ

### 吹き替え
- ピノキオ（2022年9月8日）- 正直ジョン 役 ※村田のみ[64]

### MV
- REAL REACH「By myself」
- RED CARPET「黄金のしょんべん」久保田のみ
- 前田敦子「Selfish」村田のみ[65]
- PizzaLove「GALFY3 ~ドン・キホーテ様忖度Ver.~ ft.とろサーモン久保田（MCサーモン）, なかむらみなみ（Prod.Lil'Yukichi）」久保田のみ[8]
- GADORO「クソ親父へ」久保田のみ[66]

### CM
- ミツカン（金のつぶ、関西圏）毎日放送で放送された『ケンコバのMusic Company』の番組内で制作、曲は倭製ジェロニモ&ラブゲリラエクスペリエンスが担当。
- リブ・マックス（2016年）久保田のみ[67]
- 日清カップヌードルナイス（2017年）- 久保田のみ、「冒険のはじまり編」に出演。
- どん兵衛（2021年、2022年）- 久保田のみ、「ぼくのどんぎつね203号室篇」「みんなのどんぎつね篇」に出演。

## 単独ライブ
2006年
- 2月12日 - 「悪魔の宿る男」（baseよしもと/大阪）
- 7月22日 - 「黒い剣士〜その男凶暴につき〜」（baseよしもと/大阪）

2007年
- 2月12日 - 「冬だ!ゲームだ!村田だ!」（baseよしもと/大阪）村田のみ
- 3月25日 - 「ありがとうございまあす」（baseよしもと/大阪）
- 5月24日 - 「今年最後の単独ライブ」（baseよしもと/大阪）
- 8月17日 - ｢村田がどうしてもやりたいって言うから｣（baseよしもと/大阪）
- 10月26日 - 「やっちゃいました!え?何をって?やっちゃったんですよ!!」（baseよしもと/大阪）
- 12月15日 - 「とろサーモンのM-1決勝進出祝賀会SP」（baseよしもと/大阪）

2008年
- 3月6日 - 「チョカンキロ」（baseよしもと/大阪）
- 7月25日 - 「とろサーモンコミュニティ会員様SP〜ワッハに足跡〜」（ワッハホール/大阪）
- 8月17日 - 「とろサーモンコミュニティ会員様SP〜モリエールに足跡〜」（新宿シアターモリエール/東京）
- 11月15日 - 「とろサーモンの800円ネタだけ40分ライブ!!」（無限大ホール/大阪）

2009年
- 2月28日 - 「とろサーモンの1000円ネタだけ60分ライブ!!」（無限大ホール/大阪）
- 4月6日 - 「とろサーモン単独ライブ」（新宿シアターモリエール/東京）
- 4月25日 - 「とろサーモンの1000円ネタだけ60分ライブ!!」（無限大ホール/大阪）
- 6月27日 - 「とろサーモンの1000円ネタだけ60分ライブ!!」（無限大ホール/大阪）
- 8月29日 - 「とろサーモンの1000円ネタだけ60分ライブ!!」（無限大ホール/大阪）
- 10月26日 - 「とろサーモンDVD公開収録ライブ」（無限大ホール/大阪）

2010年
- 4月25日 - 「とろサーモン単独ライブ」（無限大ホール/大阪）
- 8月20日 - 「只今、西の虎が参ったぞ～東の民よ顔を見せぇ～」（新宿シアターブラッツ/東京）
- 8月21日 - 「とろサーモントークライブ」（新宿ロフトプラスワン/東京）トークライブ
- 11月1日 - 「三十代しゃべり場」（新宿ロフトプラスワン/東京）トークライブ

2011年
- 4月17日 - 「民よ、我は色物じゃ。もっと近う寄れ。」（渋谷公園通りシアターD/東京）
- 9月24日 - 「民よ鮪をあてに、渋の谷で、無限大遊芸じゃ！」（渋谷無限大ホール/東京）
- 12月28日 - 新作漫才2本立「夕日の見えるあの山の丘で」「江戸の小吉どんはジョンレノンがお好き」そしてご両人による華麗なトークショーで〆'（新宿シアターpoo/東京）

2012年
- 3月11日 - 「ザマンザイへのザマンザイへの道」（六本木メイドダイアリー/東京）
- 5月27日 - 「喋る。喋ったる。喋らして頂くってゆうね。」（六本木メイドダイアリー/東京）トークライブ
- 8月18日 - 「とろサーモンの夏特!ザ・漫才トーク大満席寄せ!～拝啓、暑さ厳しき折りお客様に感謝し、とろサーモンのお中元を送らせて頂きます～」（六本木メイドダイアリー/東京）

2013年
- 5月11日 - 「とろサーモンにPOISON GIRL BAND 新作漫才計6本 みんな来てね（＾_＾）」（渋谷公園通りシアターD/東京）POISON GIRL BANDとのライブ
- 8月29日 - 「とろサーモン大阪凱旋お久しぶりライブ（＾＿＾）新作漫才３本だて！トークあり。ゲストあるかも。」（道頓堀ZAZA HOUSE/大阪）
- 12月15日 - 「2013.～コンビ漫才最終形態～花ハ時ニ咲キ萎ミ枯レマタ芽ヲ生ミ」（新宿レフカダ/東京）

2014年
- 8月22日 - 「ポイズンガールととろサーモン4分新作漫才寄席」（新宿レフカダ/東京）POISON GIRL BANDとのライブ

2015年
- 3月29日 - 「We are so pop people」（ルミネtheよしもと/東京）
- 7月25日 - 「We are so pop people～好評につき大阪編」（放送芸術学院専門学校/大阪）

2016年
- 7月2日 - 「I don't forget that day on December 6 Fuck!」（放送芸術学院専門学校/大阪）
- 7月23日 - 「I don't forget that day on December 6 Fuck!」（ルミネtheよしもと/東京）

2017年
- 6月25日 - 「May everybody be happy!」（BLOCH/北海道）
- 7月14日 - 「May everybody be happy!」（なんばグランド花月/大阪）
- 7月21日 - 「May everybody be happy!」（ビブレホール/福岡）
- 7月29日 - 「May everybody be happy!」（ルミネtheよしもと/東京）

2018年
- 8月10日 - 11日 - 「What's your name? My name is "KING!!" NONONO! You are "TENGU!!"」（ルミネtheよしもと/東京）
- 8月21日 - 「What's your name? My name is "KING!!" NONONO! You are "TENGU!!"」（宮崎市清武文化会館/宮崎）
- 8月30日 - 「What's your name? My name is "KING!!" NONONO! You are "TENGU!!"」（なんばグランド花月/大阪）

2019年
- 10月13日 - 14日 - 「TOMORROW」（ルミネtheよしもと/東京）
- 11月4日 - 「TOMORROW」（なんばグランド花月/大阪）

2020年
- 6月6日 - 「超即席単独ライブtoo scary!～108日ぶりの漫才～」（ヨシモト∞ホールでの有料配信ライブ）

2021年
- 12月10日 - 「とろサーモン 20th Anniversary Live『G.O.A.T」（ルミネtheよしもと/東京）

2022年
- 12月23日 - 「Merry Chrusimimas!!」（COOL JAPAN PARK OSAKA TTホール/大阪）
- 12月25日 - 「Merry Chrusimimas!!」（ルミネtheよしもと/東京）

2023年
- 11月24日 - 「Last Dance」（ルミネtheよしもと/東京）

2024年
- 12月7日 - 「For What？」（ルミネtheよしもと/東京）